# Christa Rothenburger
Christa Rothenburger, po mężu Luding (ur. 4 grudnia 1959 w Weißwasser) – niemiecka panczenistka i kolarka torowa, pięciokrotna medalistka olimpijska, siedmiokrotna medalistka MŚ w wieloboju sprinterskim oraz dwukrotna medalistka mistrzostw świata w kolarstwie torowym.

## Kariera

### Łyżwiarstwo szybkie

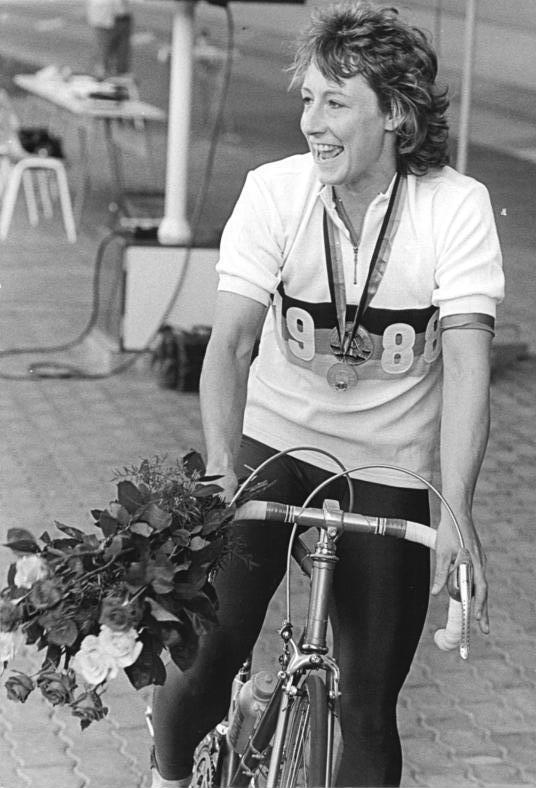
Rothenburger w 1988 r.

Pierwszy sukces w karierze Christa Rothenburger osiągnęła w 1979 roku, kiedy zdobyła brązowy medal na mistrzostwach świata w wieloboju sprinterskim w Inzell. Wyprzedziły ją tam jedynie dwie Amerykanki: Leah Poulos-Mueller i Beth Heiden. Rok później wystartowała na zimowych igrzyskach olimpijskich w Lake Placid, jednak w wyścigu na 500 m była dwunasta, a na 1000 m uplasowała się jeszcze sześć pozycji niżej. Cztery lata później, podczas zimowych igrzysk w Sarajewie zdobyła złoto na 500 m, a na dwukrotnie dłuższym dystansie była piąta. W międzyczasie zdobyła brązowy medal na mistrzostwach świata w wieloboju sprinterskim w Helsinkach, przegrywając tylko ze swą rodaczką Karin Enke oraz Natalią Pietrusiową z ZSRR. W latach 1985–1989 zdobyła jeszcze pięć medali w wieloboju sprinterskim: złote na MŚ w Heerenveen (1985) i MŚ w West Allis (1988), srebrne na MŚ w Karuizawie (1986) i MŚ w Heerenveen (1989) oraz brązowy na MŚ w Sainte-Foy (1987). Zimowe igrzyska w Calgary w 1988 roku przyniosły jej kolejne dwa medale: złoty na 1000 m oraz srebrny na 500 m, przy czym Christa w obu wyścigach poprawiła rekord świata (na 500 m jej wynik został od razu poprawiony przez zwyciężczynię – Bonnie Blair z USA). Po zjednoczeniu Niemiec w 1990 roku zdobyła jeszcze dwa brązowe medale: na mistrzostwach świata w wieloboju sprinterskim w Oslo w 1992 roku, plasując się za Chinką Ye Qiaobo i Bonnie Blair oraz na zimowych igrzyskach w Albertville w tym samym roku, gdzie zajęła trzecie miejsce na 500 m, ulegając tylko Bonnie Blair i Ye Qiaobo. W klasyfikacji najbardziej utytułowanych zawodniczek startujących na mistrzostwach świata w wieloboju Rothenburger zajmuje szóste miejsce.
Rothenburger wielokrotnie stawała na podium zawodów Pucharu Świata, odnosząc przy tym 16. zwycięstw. W sezonach 1985/1986, 1987/1988 i 1988/1989 zwyciężyła w klasyfikacji 500 m. Jednocześnie w sezonie 1987/1988 wygrała także klasyfikację 1000 m, a w sezonach 1985/1986 i 1988/1989 zajmowała w niej drugie miejsce.
Ustanowiła łącznie osiem rekordów świata.

### Kolarstwo torowe
Niemka startowała także w kolarstwie torowym. Na mistrzostwach świata w Colorado Springs w 1986 roku Christa zwyciężyła w sprincie indywidualnym, wyprzedzając bezpośrednio Erikę Salumäe z ZSRR i Connie Paraskevin ze Stanów Zjednoczonych. Tym samym została drugą kobietą na świecie, która zdobyła tytuły mistrzowskie zarówno w łyżwiarstwie szybkim jak i kolarstwie torowym, po Sheili Young z USA. Na rozgrywanych rok później mistrzostwach świata w Wiedniu w tej samej konkurencji zdobyła srebrny medal, ustępując tylko Salumäe, a wyprzedzając Connie Paraskevin. Ponadto w 1988 roku brała udział w letnich igrzyskach olimpijskich w Seulu, gdzie rywalizację w sprincie indywidualnym ponownie ukończyła na drugim miejscu - podium wyglądało tak samo jak rok wcześniej w Wiedniu.
Jej trenerem był jej mąż Ernst Luding.